# Teatre Mundial (la Bisbal d'Empordà)
|  | Per a altres significats, vegeu «Cinema Mundial». |

El Teatre Mundial és un edifici modernista de la Bisbal d'Empordà protegit com a bé cultural d'interès local.

## Descripció
El Teatre Mundial està situat a la cantonada del passeig de Marimon Asprer amb el carrer de l'Estació. És un edifici de grans dimensions, de planta rectangular, obra de Martí Sureda Vila. La façana, d'estil modernista, dona al passeig. És de composició simètrica i consta de tres portes d'accés; la central forma un conjunt amb les dues finestres que té als costats. Hi és remarcable la utilització de la línia sinuosa i de la decoració floral en relleu, característiques del modernisme. El coronament, sinuós, presenta la part central més elevada i una mica més avançada.

## Història
L'edifici fou en el seu origen una fàbrica de taps de suro, que pertanyia a Robert Mercader. Aquest mateix propietari va transformar-lo, i va ser inaugurat el 1914 com a sala de teatre, cinema i espectacles. L’any 1979 va tancar les portes i el 1986 va ser adquirit per l’Ajuntament per rehabilitar-lo com a nou teatre municipal, conservant-ne la façana modernista. El teatre va obrir de nou el 2007 i al febrer de 2025 se n'ha millorat la il·luminació escènica per fer-la més sostenible.
L'aforament del teatre és de 522 espectadorsː 335 butaques a la platea i 187 a l'amfiteatre. La sala ofereix una programació estable de teatre, música i cinema, que combina iniciatives municipals i privades amb esdeveniments proposats per les entitats locals.
També és un espai polivalent que acull activitats diverses que tenen lloc a la ciutat. Així, l'edifici també és la seu de l’Escola Municipal de Música Conrad Saló i de l’Escola de Circ, vinculada a la Fira de Circ al Carrer de la Bisbal. I també hi ha les oficines de l’Àrea de Cultura i de l’Oficina de Català de la Bisbal d'Empordà.